# Chusquea cylindrica
Chusquea cylindrica là một loài thực vật có hoa trong họ Hòa thảo. Loài này được L.G. Clark mô tả khoa học đầu tiên năm 2009.